# Pipino il Gobbo
Pipino, detto il Gobbo (769 – 811), è stato un principe e monaco cristiano franco primogenito di Carlo Magno contro cui ordì una congiura.

## Biografia

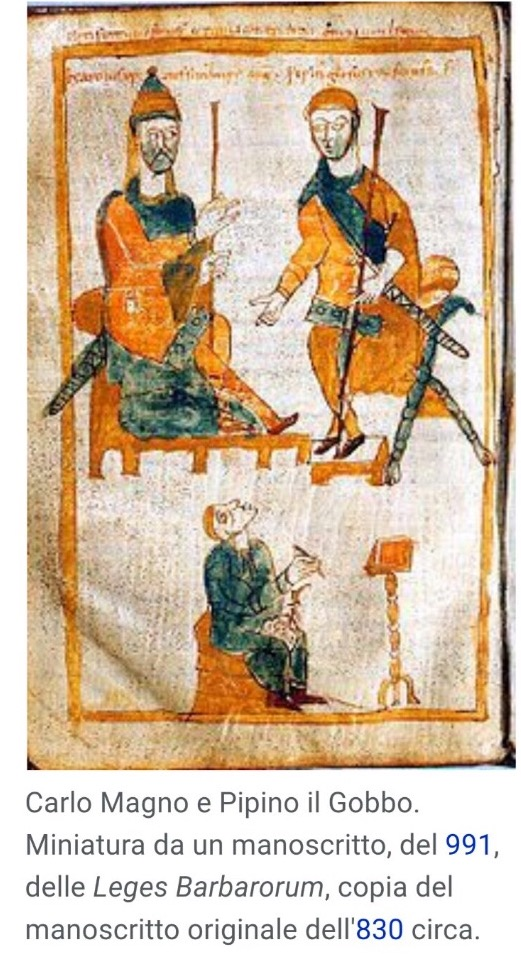

Nato dal re dei Franchi nord-occidentali e futuro re di tutti i Franchi e futuro imperatore, Carlo Magno, e da Imiltrude, giovane aristocratica franco-alsaziana di modesto rango.
Secondo Eginardo, parente, biografo ufficiale e consigliere di Carlo Magno, il matrimonio tra Carlo e Imiltrude fu sancito nella forma franca del Friedelehe, cioè, seguendo una prassi in uso tra i Franchi, secondo una forma non indissolubile, e, per questo, Pipino e la sorella, di nome Amaltrude (Amaudru), non furono riconosciuti come legittimi. La madre Imiltrude fu ripudiata nel 770.
Secondo un'altra accreditata teoria la Chiesa di Roma esercitò pressioni su Carlo, perché risultava scandaloso che il sovrano dell'Occidente e protettore della chiesa non seguisse una delle sue più elementari norme, la monogamia. Per questo motivo Pipino fu diseredato e dichiarato illegittimo, al fine di "eliminare le prove" della poligamia di Carlo Magno (o, per lo meno, di salvare le apparenze).
Egli è descritto da Eginardo come bello di viso ma deformato da una gobba.
Comunque anche se considerato illegittimo, Pipino continuò a vivere a corte, anche dopo che il suo nome, Pipino, nel 780, era stato passato al suo fratellastro, il terzogenito, Carlomanno, che, nel 781, divenne re d'Italia (questo perché, presso i Franchi come presso moltissime dinastie regali precedenti e successive, l'attribuzione a uno dei rampolli del nome del nonno, re anch'egli, aveva quasi il significato di una designazione di successione al trono).
Sembra che tra il 791 e il 792, alcuni nobili Franchi, mentre il re era in campagna contro gli avari e Pipino il Gobbo svernava in Baviera (secondo Eginardo, simulando una malattia), ordissero una congiura che avrebbe attentato alla vita di Carlo e dei suoi tre figli, Carlo il Giovane, Carlomanno e Ludovico (Lotario, il gemello di Ludovico, era morto bambino, nel 780 circa). La congiura venne scoperta, nel corso del 792, e in un'assemblea, a Ratisbona, si giunse alla conclusione che lo stesso Pipino, aveva dato il suo consenso a prendere il posto del padre, se la congiura fosse andata a buon fine. La pena fu molto severa, a tutti i congiurati venne inflitta la pena capitale, che fu eseguita per tutti meno che per Pipino, che fu obbligato a prendere i voti, fu tonsurato e rinchiuso, pare con l'obbligo del silenzio, nell'abbazia di Prüm situata sull'omonimo fiume, affluente della Mosella.

## Ascendenza
|                  |   |                     | Genitori               |  |  | Nonni |  |  | Bisnonni       |  |  | Trisnonni         |  |
|                  |   |                     |                        |  |  |       |  |  | Carlo Martello |  |  | Pipino di Herstal |  |
|                  |   |                     |                        |  |  |       |  |  | Carlo Martello |  |  | Pipino di Herstal |  |
|                  |   | Alpaïde di Bruyères |                        |  |  |       |  |  | Carlo Martello |  |  |                   |  |
| Pipino il Breve  |   |                     |                        |  |  |       |  |  | Carlo Martello |  |  |                   |  |
|                  |   | Rotrude di Treviri  | Lamberto II di Hesbaye |  |  |       |  |  |                |  |  |                   |  |
|                  |   | Rotrude di Treviri  | Lamberto II di Hesbaye |  |  |       |  |  |                |  |  |                   |  |
|                  |   | Rotrude di Treviri  | Clotilde               |  |  |       |  |  |                |  |  |                   |  |
| Carlo Magno      |   | Rotrude di Treviri  |                        |  |  |       |  |  |                |  |  |                   |  |
|                  |   | Cariberto di Laon   | ?                      |  |  |       |  |  |                |  |  |                   |  |
|                  |   | Cariberto di Laon   | ?                      |  |  |       |  |  |                |  |  |                   |  |
|                  |   | Cariberto di Laon   | Bertrada di Prüm       |  |  |       |  |  |                |  |  |                   |  |
| Bertrada di Laon |   | Cariberto di Laon   |                        |  |  |       |  |  |                |  |  |                   |  |
|                  |   | Gisella di Laon     | ?                      |  |  |       |  |  |                |  |  |                   |  |
|                  |   | Gisella di Laon     | ?                      |  |  |       |  |  |                |  |  |                   |  |
|                  |   | Gisella di Laon     | ?                      |  |  |       |  |  |                |  |  |                   |  |
| Pipino il Gobbo  |   | Gisella di Laon     |                        |  |  |       |  |  |                |  |  |                   |  |
|                  | … | …                   |                        |  |  |       |  |  |                |  |  |                   |  |
|                  | … | …                   |                        |  |  |       |  |  |                |  |  |                   |  |
|                  | … | …                   |                        |  |  |       |  |  |                |  |  |                   |  |
| …                | … |                     |                        |  |  |       |  |  |                |  |  |                   |  |
|                  |   | …                   | …                      |  |  |       |  |  |                |  |  |                   |  |
|                  |   | …                   | …                      |  |  |       |  |  |                |  |  |                   |  |
|                  |   | …                   | …                      |  |  |       |  |  |                |  |  |                   |  |
| Imiltrude        |   | …                   |                        |  |  |       |  |  |                |  |  |                   |  |
|                  |   | …                   | …                      |  |  |       |  |  |                |  |  |                   |  |
|                  |   | …                   | …                      |  |  |       |  |  |                |  |  |                   |  |
|                  |   | …                   | …                      |  |  |       |  |  |                |  |  |                   |  |
| …                |   | …                   |                        |  |  |       |  |  |                |  |  |                   |  |
|                  |   | …                   | …                      |  |  |       |  |  |                |  |  |                   |  |
|                  |   | …                   | …                      |  |  |       |  |  |                |  |  |                   |  |
|                  |   | …                   | …                      |  |  |       |  |  |                |  |  |                   |  |
|                  |   | …                   |                        |  |  |       |  |  |                |  |  |                   |  |